# Guglielmo Barnabò
Guglielmo Barnabò (Ancona, 11 maggio 1888 – Ancona, 31 maggio 1954) è stato un attore italiano.

## Biografia
Dopo aver recitato sin da giovane in alcune filodrammatiche, debutta con Annibale Ninchi, al Teatro Greco di Siracusa, nell'estate del 1921, partecipando nella stagione teatrale alle tipiche rappresentazioni tragiche, negli anni successivi è in varie Compagnie tra cui quelle di Luigi Almirante, Alda Borelli, Sergio Tofano, Maria Melato, dove si afferma come caratterista brillante.
Negli anni '30 recita con Gino Cervi, Andreina Pagnani, Paolo Stoppa, Laura Adani e di frequente con la moglie l'attrice Vittorina Benvenuti.
Nel 1935 l'EIAR lo scrittura per una serie di lavori nella prosa radiofonica, principalmente presso la sede di Radio Roma, questa attività radiofonica lo vedrà occupato anche nel dopoguerra anche se in maniera saltuaria, sino ai primi anni '50. Svolse anche una limitata attività di doppiatore.
Il debutto nel cinema avviene durante il periodo muto, ma saranno gli anni '30 che gli daranno la possibilità di affermarsi come uno degli attori caratteristi più richiesti da registi e produttori, tanto che, in circa 20 anni, sarà presente in oltre 110 pellicole, sino al film Carosello napoletano di Ettore Giannini, sua ultima interpretazione prima della morte, avvenuta nello stesso anno, il 1954, ad Ancona.
Avrà anche la possibilità di apparire in alcune commedie della neonata televisione italiana RAI.

## Filmografia parziale

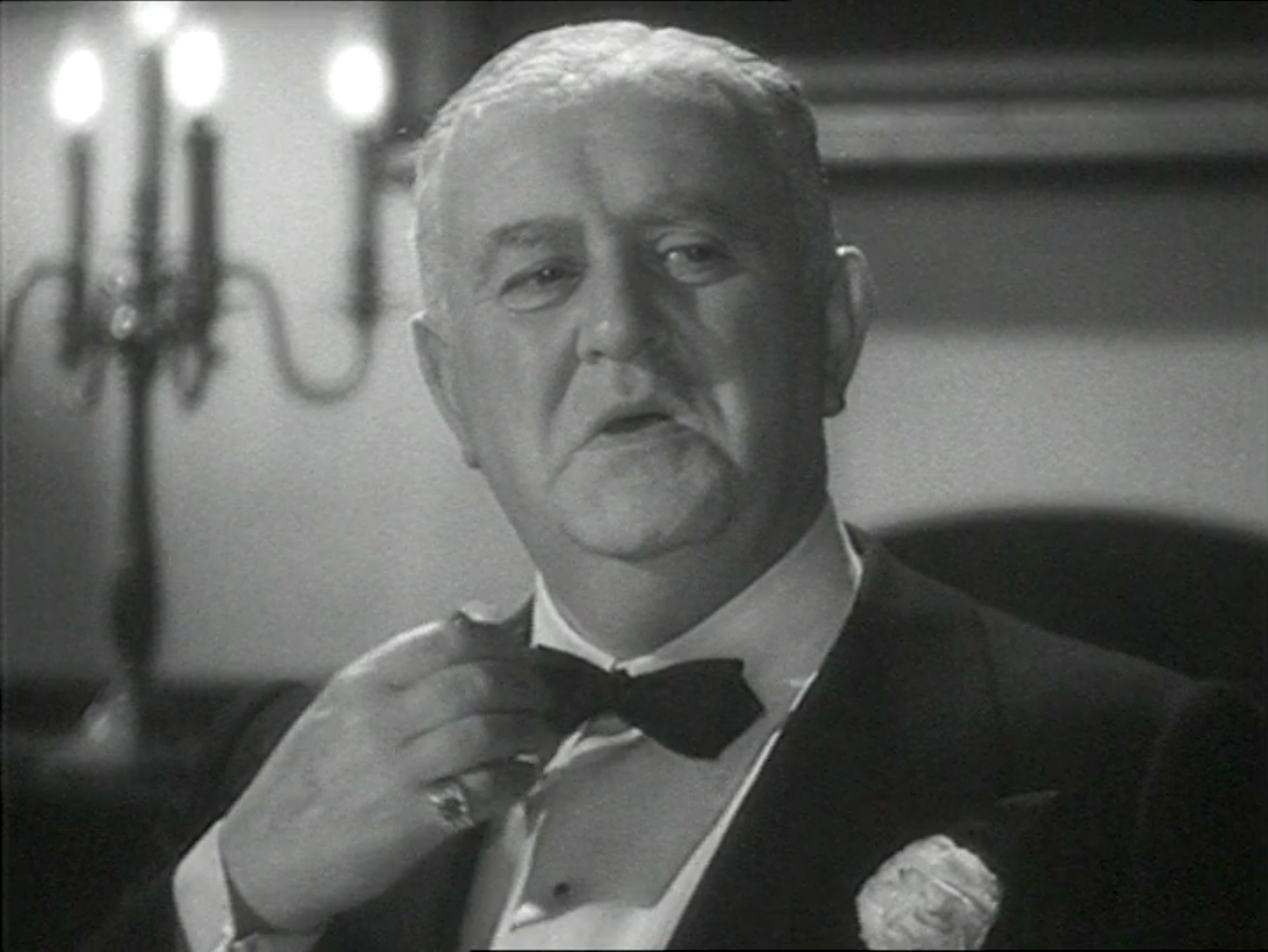
Guglielmo Barnabò in Biraghin (1946)

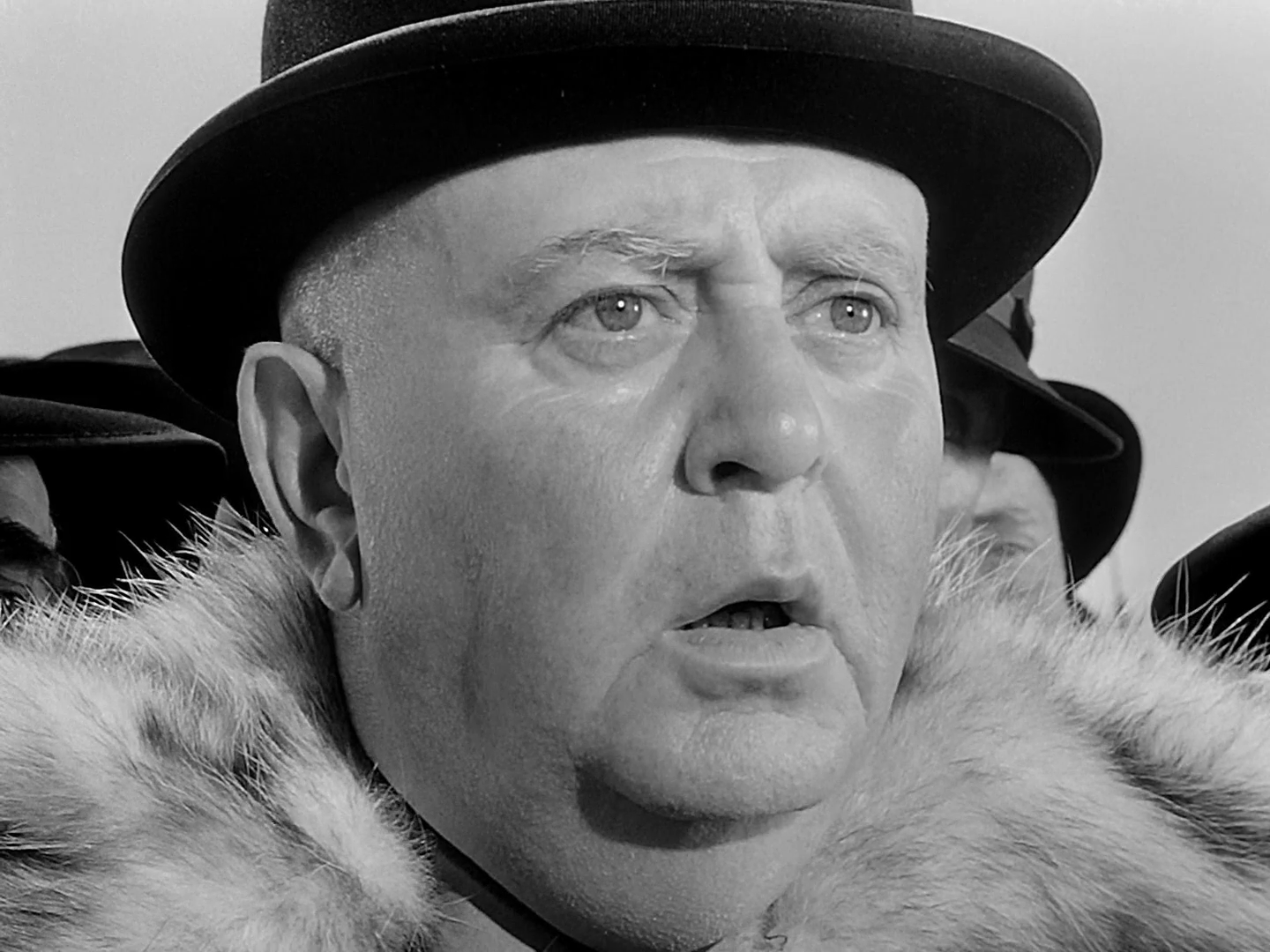
Guglielmo Barnabò in Miracolo a Milano (1951)

- La bellezza del mondo, regia di Mario Almirante (1926)
- L'ultima avventura, regia di Mario Camerini (1932)
- Un cattivo soggetto, regia di Carlo Ludovico Bragaglia (1933)
- Passaporto rosso, regia di Guido Brignone (1935)
- Un bacio a fior d'acqua, regia di Giuseppe Guarino (1936)
- Sette giorni all'altro mondo, regia di Mario Mattoli (1936)
- L'antenato, regia di Guido Brignone (1936)
- Vivere!, regia di Guido Brignone (1937)
- Scipione l'Africano, regia di Carmine Gallone (1937)
- Marcella, regia di Guido Brignone (1937)
- Gli uomini non sono ingrati, regia di Guido Brignone (1937)
- I due barbieri, regia di Duilio Coletti (1937)
- Eravamo 7 sorelle, regia di Nunzio Malasomma (1937)
- Voglio vivere con Letizia, regia di Camillo Mastrocinque (1938)
- Giuseppe Verdi, regia di Carmine Gallone (1938)
- L'orologio a cucù, regia di Camillo Mastrocinque (1938)
- Inventiamo l'amore, regia di Camillo Mastrocinque (1938)
- Marionette, regia di Carmine Gallone (1939)
- Assenza ingiustificata, regia di Max Neufeld (1939)
- L'albergo degli assenti, regia di Raffaello Matarazzo (1939)
- L'ospite di una notte, regia di Giuseppe Guarino (1939)
- Una moglie in pericolo, regia di Max Neufeld (1939)
- Il sogno di Butterfly, regia di Carmine Gallone (1939)
- Fascino, regia di Giacinto Solito (1939)
- Marionette, regia di Carmine Gallone (1939)
- Le sorprese del divorzio, regia di Guido Brignone (1939)
- Batticuore, regia di Mario Camerini (1939)
- Cose dell'altro mondo, regia di Nunzio Malasomma (1939)
- Lo vedi come sei... lo vedi come sei?, regia di Mario Mattoli (1939)
- Validità giorni dieci, regia di Camillo Mastrocinque (1940)
- Non me lo dire!, regia di Mario Mattoli (1940)
- Manon Lescaut, regia di Carmine Gallone (1940)
- Maddalena... zero in condotta, regia di Vittorio De Sica (1940)
- Teresa Venerdì, regia di Vittorio De Sica (1941)
- Documento Z 3, regia di Alfredo Guarini (1942)
- Cenerentola e il signor Bonaventura, regia di Sergio Tofano (1942)
- C'è un fantasma nel castello, regia di Giorgio Simonelli (1942)
- Se io fossi onesto, regia di Carlo Ludovico Bragaglia (1942)
- Soltanto un bacio, regia di Giorgio Simonelli (1942)
- La fanciulla dell'altra riva, regia di Piero Ballerini (1942)
- Che distinta famiglia!, regia di Mario Bonnard (1943)
- Canto, ma sottovoce..., regia di Guido Brignone (1946)
- Torna a Sorrento, regia di Carlo Ludovico Bragaglia (1946)
- Biraghin, regia di Carmine Gallone (1946)
- Arrivederci, papà!, regia di Camillo Mastrocinque (1947)
- I due orfanelli, regia di Mario Mattoli (1947)
- Follie per l'opera, regia di Mario Costa (1949)
- Fabiola, regia di Alessandro Blasetti (1949)
- Tototarzan, regia di Mario Mattoli (1950)
- Figaro qua, Figaro là, regia di Carlo Ludovico Bragaglia (1950)
- Briscola, regia di Aldo Rossi (1951)
- Arrivano i nostri, regia di Mario Mattoli (1951)
- Amor non ho... però... però, regia di Giorgio Bianchi (1951)
- Miracolo a Milano, regia di Vittorio De Sica (1951)
- Atollo K, regia di Léo Joannon (1951)
- Ergastolo, regia di Luigi Capuano (1952)
- Gli eroi della domenica, regia di Mario Camerini (1952)
- Don Lorenzo, regia di Carlo Ludovico Bragaglia (1952)
- Carosello napoletano, regia di Ettore Giannini (1953)
- Non è mai troppo tardi, regia di Filippo Walter Ratti (1953)
- Pane, amore e fantasia, regia di Luigi Comencini (1953)
- Il matrimonio, regia di Antonio Petrucci (1954)

## Prosa televisiva RAI
- Domenica d'un fidanzato di Ugo Buzzolan, regia di Mario Ferrero, andato in onda il 26 gennaio 1954.
- Candida, regia di Mario Ferrero, trasmessa il 5 gennaio 1954.
- Il matrimonio, di Nicolai Gogol, regia di Mario Ferrero, trasmessa il 19 febbraio 1954.
- Il delitto di Lord Saville di Oscar Wilde, regia di Claudio Fino, trasmessa il 5 marzo 1954.
- I più begli occhi del mondo, di Jean Sarment, regia di Claudio Fino, trasmessa il 19 marzo 1954.
- Il canto della culla di Gregorio Martínez Sierra, regia di Alessandro Brissoni, trasmessa il 17 aprile 1954.
- Stasera a Samarcanda di Jacques Deval, regia di Alessandro Brissoni, trasmessa il 7 maggio 1954.
- Il successo di Alfredo Testoni, regia di Franco Enriquez, trasmessa il 31 maggio 1954.

## Prosa radiofonica EIAR
- L'ultimo romanzo, commedia in un atto di Sabatino Lopez, regia di Aldo Silvani, trasmessa il 19 gennaio 1937

## Prosa radiofonica RAI
- Quintetto, di Cesare Giulio Viola, regia di Guglielmo Morandi, trasmessa il 26 febbraio 1948.
- L'ortolano di Samo, commedia di Charles Vildrac, regia di Guglielmo Morandi, trasmessa il 2 giugno 1954